# Marco Tadé
Marco Tadé (3 december 1995) is een Zwitserse freestyleskiër.

## Carrière
Tadé maakte zijn wereldbekerdebuut in december 2011 in Méribel. In januari 2013 scoorde de Zwitser in Calgary zijn eerste wereldbekerpunten. Tijdens de wereldkampioenschappen freestyleskiën 2013 in Voss eindigde hij als 34e op het onderdeel moguls en als veertigste op het onderdeel dual moguls.
In januari 2015 stond Tadé in Deer Valley voor de eerste maal in zijn carrière op het podium van een wereldbekerwedstrijd. Op de wereldkampioenschappen freestyleskiën 2015 in Kreischberg eindigde de Zwitser als achttiende op het onderdeel dual moguls en als twintigste op het onderdeel moguls. In de Spaanse Sierra Nevada nam hij deel aan de wereldkampioenschappen freestyleskiën 2017. Op dit toernooi behaalde hij de bronzen medaille op het onderdeel dual moguls, op het onderdeel moguls eindigde hij op de vierde plaats.

## Resultaten

### Wereldkampioenschappen
| Jaar | Plaats        | Resultaten                 |
| ---- | ------------- | -------------------------- |
| 2013 | Voss          | 40e Dual Moguls 34e Moguls |
| 2015 | Kreischberg   | 18e Dual Moguls 20e Moguls |
| 2017 | Sierra Nevada | Dual Moguls · 4e Moguls    |

### Wereldbeker
Eindklasseringen
| Seizoen   | Algm | MO  |
| --------- | ---- | --- |
| 2012/2013 | 280e | 53e |
| 2013/2014 | 153e | 30e |
| 2014/2015 | 48e  | 13e |
| 2015/2016 | 241e | 51e |
| 2016/2017 | 88e  | 14e |
| 2017/2018 | 262e | 45e |
| 2019/2020 | 163e | 31e |